# Jan Bart Le Poole
Jan Bart Le Poole (Amersfoort, 1 april 1917 – Tucson (Arizona), 9 april 1993) was een Nederlands natuurkundige en pionier op het gebied van elektronenmicroscopie in Nederland.

## Biografie
Le Poole werd geboren in Amersfoort als zoon van ir. Rudolf Le Poole (1876–1935) en Emilie Geertruida Faure (1884–1968). Als student technische natuurkunde aan de Technische Universiteit Delft kreeg hij in 1939 van professor Henk Dorgelo toestemming om als afstudeerproject een transmissie-elektronenmicroscoop te ontwerpen en te bouwen. Zijn project werd verstoord door de invasie door nazi-Duitsland in mei 1940 de daarop volgende bezetting van Nederland gedurende de Tweede Wereldoorlog. Desondanks slaagde Le Poole erin om op 8 april 1941 de eerste foto van een preparaat te maken met zijn zelfgebouwde elektronenmicroscoop.
Kort na het sluiten van de universiteit in mei 1941 behaalde Le Poole zijn ingenieursdiploma. Een jaar later begon hij bij de TU Delft aan de bouw van een 150 kilovolt transmissie-elektronenmicroscopie. Het geld voor dit project was afkomstig van het Universiteitsfonds Delft en een aantal Nederlandse bedrijven.

### Philips
Na aanvankelijk eerst door Philips te zijn afgewezen wist Le Poole – gesteund door verschillende grootheden – Anton Philips toch te overtuigen om zijn elektronenmicroscoop in productie te nemen en commercieel op de markt te brengen.
Hiertoe werd "Philips Electron Optics" (tegenwoordig FEI) opgericht met Le Poole als technische adviseur. In 1947 was het eerste exemplaar van de EM100 gereed, waarvan er uiteindelijk 350 stuks van zijn verkocht. In 1958 kwam Philips met de EM200, waarmee als eerste ter wereld de 10 ångström-barrière werd doorbroken. Deze werd in 1967 opgevolgd door de EM300. Deze uitvoering beschikte over een uitvinding van Le Poole, namelijk de 'wobbler' – een verbeterde techniek om afbeeldingen scherp te kunnen stellen.

### Hoogleraar
In 1957 werd Le Poole benoemd tot hoogleraar optica aan de Technische Universiteit Delft, een positie die hij tot aan zijn emeritaat in 1982 behield. In deze periode breidde hij zijn aandachtsgebied uit naar onder andere Röntgen-microscopie, massaspectrometers en elektron- en ion-lithografiemachines.
Le Poole was ook een belangrijke promotor van elektronenscopie in binnen- en buitenland. Zo organiseerde hij reeds in 1949 de eerste internationale bijeenkomst over elektronenmicroscopie. Daarnaast richtte hij in 1952 de "Nederlandse Vereniging voor Elektronenmicroscopie" op en in 1951 was hij betrokken bij de oprichting van de "International Federation of Societies for Electron Microscopy" (IFSM), waarvan hij later diende als secretaris en voorzitter (1978-1981).

## Onderscheidingen
- Ridder in de Orde van de Nederlandse Leeuw (1982)[5]

- Nederlandse Thesaurus van Auteursnamen: 069306060
- Système universitaire de documentation: 146704924
- Virtual International Authority File: 196265359
- WorldCat: E39PBJkXxtjrvH93XCmdthPPcP